# Битва за Бучач
Битва за Бучач — військова операція Української Галицької Армії під час польсько-української війни 1918—1919 років, спрямована на звільнення тоді підконтрольного польським військам м. Бучача.

## Передумови
У 1919 року в ході Травневого наступу польські війська та затиснули УГА в невеликий трикутник біля Чорткова на південному сході Галичини.
7 червня 1919 року Українська Галицька Армія розпочала Чортківський наступ.

## Хід подій
Станом на 9 червня 1919 у Бучачі перебували по одному куреню польських полків 17, 18, 42 з групи генерала Францішека Александровича. 10 червня 1919 р. було помічено два неприятельські полки (власне поодинокі курені двох полків) під час їх маршу з Монастириська в напрямі Бучача. Начальна Команда Галицької армії відіслала власний літак до Бучача, Монастириська та Тернополя. Того ж дня за місто розпочалися бої.
10 червня 1919 р. передові частини II-го Корпусу УГА підійшли до міста, куди противник перекинув резерви, виявлені летунами УГА. Важливу роль при звільненні міста відіграла артилерія УГА. Уночі на 11 червня поляки спробували вдарити з тилу силою в шість-сім полків, проте були відкинуті.
11 червня 1919 р. II-й корпус УГА рішучим наступом взяв Бучач — місто було визволене від польських військ. Першими увійшли в місто артилеристи сотника Степана Когута, батарейці Володимира Ґалана, які відбили сильну контратаку уланів. Безпосереднім учасником подій був отаман Степан Шухевич, який відзначав дії начальника штабу II-го Корпусу УГА Альфреда Шаманека.
Водночас зі звільненням Бучача сотня бійців того самого корпусу взяла Монастириськ. Було здобуто дві гармати, багато кулеметів, рушниць та іншого провіанту.

## Наслідки
Після звільнення Бучача до УГА вступили близько 5 000 мешканців міста та повіту. 19 червня 1919 р. до міста переїхала НКГА, в Бучачі почала формуватися 16-та Бучацька бригада на чолі з комендантом отаманом Антіном Виметалем. У липні польські війська знову захопили Бучач.